# Беннингтон, Честер
Че́стер Чарльз Бе́ннингтон (англ. Chester Charles Bennington; 20 марта 1976, Финикс — 20 июля 2017[…], Палос-Вердес-Эстейтс, Калифорния) — американский рок-музыкант и автор песен. Наиболее известен как вокалист группы Linkin Park. Также являлся вокалистом таких коллективов, как Grey Daze, Dead by Sunrise и Stone Temple Pilots.
В 1993 году Беннингтон стал сооснователем группы Grey Daze, в которой проработал вокалистом до 1998 года, записав два студийных альбома. Первую широкую известность в качестве вокалиста получил в 2000 году после выхода дебютного полноценного студийного альбома Hybrid Theory группы Linkin Park, с участниками которой годом ранее записал мини-альбом Hybrid Theory EP, включавший в себя композиции, не вошедшие в полноценный альбом 2000 года. Полноценный альбом Hybrid Theory принёс группе мировой коммерческий успех, став самым продаваемым дебютным альбомом десятилетия, а также одним из немногих альбомов, когда-либо достигавших такого количества продаж. Следующие шесть студийных альбомов Linkin Park — от Meteora (2003) до One More Light (2017) — продолжили коммерческий успех группы.
В 2005 году параллельно с работой в Linkin Park Беннингтон создал группу Dead by Sunrise, единственный альбом которой, Out of Ashes, был выпущен в октябре 2009 года. Также с 2013 по 2015 годы он являлся вокалистом Stone Temple Pilots, с которой в октябре 2013 года выпустил мини-альбом High Rise.
20 июля 2017 года Беннингтон был найден мёртвым в своём доме в Палос-Вердес-Эстейтс, Калифорния; его смерть была признана самоубийством через повешение. В том же месяце различными изданиями Беннингтон был признан одним из величайших рок-вокалистов своего поколения. Тогда же издание Hit Parader поместило его на 46 место в своём списке «100 метал-вокалистов всех времён», а издание Billboard выпустило статью с заявлением о том, что Беннингтон «перевернул вселенную ню-метала».

## Биография

### Детство и юность
Честер Чарльз Беннингтон родился 20 марта 1976 года в городе Финикс, штат Аризона, США . Его мать Сьюзен Джонсон работала медсестрой, а его отец Ли Беннингтон был детективом полиции. Честер был младшим из 4-х детей, у него также есть брат и две сестры.
Когда Честеру исполнилось 11 лет, его родители развелись. Мама забрала старшего брата и одну из сестёр, а маленький Честер со второй сестрой остались жить с отцом. Развод родителей нанёс серьёзный удар по психике мальчика, и его последствия сказались на всей последующей жизни Честера. Поскольку отец постоянно находился на работе, мальчик часто был предоставлен сам себе, и его фактически воспитывала улица. Помимо проблем в семье, были также проблемы и в школе. Там над ним постоянно издевались и иногда даже избивали. Честер был щуплым и невысоким и, разумеется, не мог ответить и постоять за себя. Однако ужасные события на этом не заканчиваются. Дело в том, что с 7 до 13 лет, то есть ещё до развода родителей, Честер подвергался сексуальному насилию со стороны своего знакомого, который был другом семьи, и это не могло не сказаться на его психике. Мальчик боялся просить о помощи, так как думал, что ему не поверят или унизят.
С одиннадцати лет Честер начал употреблять наркотики и алкоголь, а к шестнадцати годам он перепробовал всё, что только можно. Параллельно с этим Беннингтон погрузился в мир музыки. По словам вокалиста, музыка — это единственное, что заставляло его вставать по утрам и жить. Кумирами Честера были: Loverboy, Foreigner, Stone Temple Pilots, Rush и Depeche Mode. Сильно заинтересовавшись музыкой, он бросает учёбу.
В попытках начать бороться с зависимостями Честер уезжает к маме. Встретив сына, она была шокирована. Увидев перед собой тощего и растрёпанного наркомана, она тут же приняла серьёзные меры. Мать посадила его под домашний арест. Она запрещала Честеру выходить на улицу и запирала его в доме. Вскоре у него начались ломки и истерики. Даже несмотря на домашний арест Честер втайне продолжал употреблять лёгкие наркотики и много выпивать. Но благодаря усилению контроля со стороны мамы это продлилось недолго.

### Начало музыкальной карьеры, отцовство и первый брак
Усилия матери не прошли бесследно. Честер начал возвращаться к нормальной, трезвой жизни. Он устроился на работу, а также начал делать первые успехи в своей карьере музыканта. В 1993 году Честер со своими друзьями основал рок-группу под названием Grey Daze (англ. Серый Туман). Группа становится для Честера отдушиной, наполняет смыслом его существования и придаёт ему сил. В 1994 году Grey Daze выпускает свой первый альбом под названием Wake Me (англ. ''Разбуди Меня''). Grey Daze была локально известной группой, они выступали по Аризоне, много где записывались, но не могли стать чем-то большим. По причине отсутствия развития в группе начинаются недопонимания, но при этом они продолжают работать над новым альбомом. 
В 1996 году Честер впервые стал отцом. В школьные годы он встречался с подругой по учёбе Элкой Бранд. У пары рождается сын, которого назвали Джейми. А спустя полтора года рождается ещё один сын, которого назвали Исаии. Однако спустя несколько месяцев после рождения первенца Честер и Элка расстались.
Выступая с Grey Daze, Честер параллельно работал на полставки в Burger King, чтобы у него были хоть какие-то деньги. С учёбой он окончательно "попрощался" и ни в какой вуз не поступал. Единственное транспортное средство, которое было у  Беннингтона, — это скейтборд. В то время он был настолько беден, что у него не было денег даже на велосипед. В Burger King он познакомился со своей будущей женой Самантой. Они поженились 31 октября 1996 года. Так как денег у Беннингтона в то время не было, для удешевления церемонии они вытатуировали кольца на безымянных пальцах. А спустя полгода после свадьбы Честер вместе с Grey Daze выпустил второй и, как выяснится позже, последний альбом под названием …No Sun Today. (англ. ''...Нет Солнца Сегодня''). 
В начале 1998 года группа Grey Daze распалась. Причиной тому стали те самые недопонимания, которые переросли в разногласия и постоянные конфликты между участниками группы. И всё это дополнялось разгульным образом жизни. Таким образом, Честер лишился возможности заниматься творчеством. Для того чтобы прокормить себя и семью, он начал работать на рынке недвижимости. А чтобы хоть как-то разбираться в этом деле, он пошёл на специальные курсы в Университет Аризоны. 

### Присоединение к Linkin Park
В 1999 году группа Xero искала нового вокалиста. Первый продюсер коллектива Джефф Блу знал о существовании группы Grey Daze и её фронтмена. Именно он порекомендовал ребятам из Xero позвонить Беннингтону. 20 марта 1999 года Честер Беннингтон отмечал свой 23-й день рождения. Но вдруг в разгар празднования раздался один телефонный звонок, который стал судьбоносным. Беннингтон поднял трубку, а на другом конце провода были ребята из Xero. Там ему сообщили, что они начинающая рок-группа из Калифорнии, которая ищет себе нового вокалиста. Честер тут же этим заинтересовался. Его попросили выслать им свой вокал на кассете. Беннингтон сразу же бросил празднование, записал кусочек вокала и проиграл его по телефону. Когда участники группы услышали его голос, они были поражены и попросили Беннингтона прилететь из в Лос-Анджелес, чтобы спеть им вживую.
На месте прослушивания помимо него присутствовали и другие кандидаты на место вокалиста. После того как все услышали голос Честера, больше половины из них ушли, поскольку понимали, что их голоса неконкурентоспособны. После прослушивания стало понятно, что именно его вокал идеально подходит группе, и Честер стал новым вокалистом. 
С приходом нового фронтмена группа меняет своё название с Xerо на Hybrid Theory, однако из-за проблем с авторскими правами от данного названия пришлось отказаться. Честер предложил назвать группу «Lincoln Park», так как именно через этот парк он добирался до студии, где группа записывала свои песни. Но домен lincolnpark.com уже был занят. И ребята нашли решение этой проблемы. В британском акценте Lincoln звучит как Linkin. Таким образом, группа стала называться Linkin Park. В её состав входило 6 человек: бас-гитарист Дэвид Фаррелл, гитарист Брэд Делсон, барабанщик Роб Бурдон, исполнитель рэп-партий (второй вокалист) и пианист Майк Шинода, диджей Джо Хан и главный вокалист Честер Беннингтон. После этого рок-группа подписывает контракт со звукозаписывающей студией Warner Brothers Records, которая предоставляет деньги на запись и раскрутку альбома, и с этого момента начинается история Linkin Park.

### Первые альбомы, популярность и её последствия
24 октября 2000 года выходит первый альбом группы под названием, которое первоначально хотели дать самой группе, — Hybrid Theory (англ. Гибридная теория). Он стремительно начал набирать популярность и за короткий период времени стал самым продаваемым альбомом в США и самым популярным в жанре ню-метал. По всему миру было продано 30 миллионов его копий. Диск имел огромный коммерческий успех. Он был удостоен премии «Грэмми», премии «MTV» за лучший клип, а его песни красовались на верхних строчках музыкальных чартов. За первый год после выхода альбома группа дала 320 концертов. Именно в этом альбоме были такие хиты, как One Step Closer, Crawling и In the End. Последняя стала одной из самых узнаваемых песен в музыкальной индустрии.
Однако после выхода первого альбома жизнь Честера лучше не стала. Внезапно свалившаяся популярность, непрекращающиеся концерты, переутомления и постоянный стресс привели к тому, что он вернулся к нездоровому образу жизни: снова начал пить и употреблять наркотики. В группе нарастает недовольство, ведь Честер своим поведением начинает ставить под угрозу каждый следующий концерт. Напряжение внутри коллектива нарастает настолько, что они отселяют Честера в отдельный трейлер, чтобы не наблюдать его пьяные выходки. 
25 марта 2003 года выходит второй альбом группы под названием Meteora (англ. Метеора), который так же, как и первый альбом, покорил все музыкальные чарты и сделал группу Linkin Park планетарно знаменитой! В этом альбоме находятся такие хиты, как Numb, Faint и Breaking the Habit. Последняя является самой любимой песней Честера, ведь именно в ней рассказывается о всех трудностях, которую он пережил в подростковом возрасте.

### Период перемен (2003—2007)
После релиза второго студийного альбома в коллективе и прежде всего у Честера Беннингтона возникло понимание о необходимости преобразований. Личная жизнь Беннингтона в тот период характеризовалась частыми перепадами и внутренней нестабильностью. Деньги, слава и признание перемешивались с неприятностями в обычной жизни: постоянные госпитализации от передозировок, ухудшение здоровья (в частности зрения), а также развод с женой Самантой, с которой он прожил почти 10 лет. В 2002 году у пары родился сын Дрейвен, а после развода права на воспитания ребёнка остались у Саманты. В 2005 году Честер женился на своей подруге Талинде Бентли, бывшей моделью журнала Playboy. За годы супружества у пары родилось трое детей, сын Тайлер (2006 года рождения) и дочки Лили и Лайла (2011 года рождения).
15 мая 2007 года вышел третий альбом Linkin Park под названием Minutes to Midnight (англ. Минуты до полуночи). В этом альбоме группа начала поиск нового звучания вне рамок ню-метала, и в большинстве своём здесь доминируют хард-рок и альтернативный рок. Начиная именно с этой пластинки группа Linkin Park начала экспериментировать, меняя своё звучание в каждом новом альбоме. Третий альбом группы хотя и содержал хиты, но не получил восторга у слушателей. Однако группа решила остаться верной своему музыкальному направлению, сделав ставку на творческую эволюцию вместо повторения уже достигнутого. В том же году Linkin Park пересекается в туре с группой Audioslave и Честер Беннингтон знакомится с их вокалистом Крисом Корнеллом, который также был известен как вокалист группы Soundgarden. Жизни Криса и Честера имели много общего, на этой почве они сошлись и стали лучшими друзьями.
Честер понимает, что ему, как и группе в случае с музыкой, нужно что-то менять в своей жизни: он начинает бороться с алкогольной и наркотической зависимостью, а также оформляет опеку над всеми своими детьми.

### Dead by sunrise (2005—2012)
В 2005 году Беннингтон параллельно с работой в Linkin Park создаёт свой сольный проект под названием Dead By Sunrise (англ. Мёртвые к восходу солнца), в рамках которого за 7 лет существования был записан всего один альбом под названием Out of Ashes (англ. Из пепла), вышедший в 2009 году. В песнях доминировали такие жанры, как альтернативный рок, пост-гранж и электроник-рок. В работе над проектом ему помогали музыканты из групп Orgy и Julien-K.

### Личная жизнь
У Честера шестеро детей (четыре сына и две дочери) от трёх женщин. Дважды был женат.
От предыдущих отношений с Элкой Бранд есть два внебрачных сына: Джейми (англ. Jaime) (12 мая 1996 года) и усыновлённый Беннингтоном в 2006 году второй сын Элки Бранд, младший брат Джейми, — Исаии (англ. Isaiah) (09 ноября 1997 года).
Первый брак Беннингтона был с Самантой Мэри Олит (1996—2005). 19 апреля 2002 года у них родился сын, который получил имя Дрэйвен Себастьян.
Второй брак был с бывшей моделью Playboy Талиндой Энн Бентли (2005—2017). 16 марта 2006 года родился сын Тайлер Ли. 11 ноября 2011 года Талинда родила двух девочек, которых назвали Лили Грейс и Лайла Роуз.

### Смерть
20 июля 2017 года тело Честера Беннингтона было обнаружено в его доме в Лос-Анджелесе. Причиной смерти стало самоубийство через повешение, которое он совершил около четырёх утра. В комнате была найдена недопитая бутылка алкоголя. По данным токсикологической экспертизы, в крови музыканта наркотиков не обнаружено. Беннингтон не оставил предсмертной записки.
Честер Беннингтон совершил самоубийство в день рождения своего близкого друга Криса Корнелла, фронтмена группы Soundgarden, который также прибегнул к суициду двумя месяцами ранее аналогичным способом — через повешение. Смерть Беннингтона стала полной неожиданностью для членов группы, так как в этот день её участники планировали провести фотосессию, а через неделю — отправиться в тур. За несколько часов до смерти вокалиста на официальном канале Linkin Park в Youtube был опубликован видеоклип к синглу Talking to Myself. За первые 24 часа видео собрало более 12 млн просмотров, а по состоянию на апрель 2025 года — 152 млн просмотров.
Через день после смерти Беннингтона группа отменила североамериканскую часть своего турне One More Light Tour. Множество музыкантов, друзей и коллег Беннингтона выступило со словами поддержки в адрес группы и семьи. Также на официальном сайте группы было опубликовано послание Беннингтону от группы.

## Дискография

### Linkin Park
| Год  | Альбом              | Лейбл                                           |
| ---- | ------------------- | ----------------------------------------------- |
| 1999 | Hybrid Theory EP    | Mix Media                                       |
| 2000 | Hybrid Theory       | Warner Brothers Records                         |
| 2003 | Meteora             | Warner Brothers Records/Machine Shop Recordings |
| 2007 | Minutes to Midnight | Warner Brothers Records/Machine Shop Recordings |
| 2010 | A Thousand Suns     | Warner Brothers Records/Machine Shop Recordings |
| 2012 | Living Things       | Warner Brothers Records/Machine Shop Recordings |
| 2014 | The Hunting Party   | Warner Brothers Records/Machine Shop Recordings |
| 2017 | One More Light      | Warner Brothers Records/Machine Shop Recordings |

### Dead by Sunrise
- 2009 — Out of Ashes

### Stone Temple Pilots
- 2013 — High Rise[англ.] (мини-альбом)

## В качестве приглашенного исполнителя
| Год       | Исполнитель                                               | Песня                                                  | Альбом                                                                   |
| --------- | --------------------------------------------------------- | ------------------------------------------------------ | ------------------------------------------------------------------------ |
| 2001      | Stone Temple Pilots                                       | «Wonderful»                                            | The Family Values 2001 Tour                                              |
| 2001      | Disturbed                                                 | «Walk» (Pantera cover)                                 |                                                                          |
| 2002      | Честер Беннингтон                                         | «System»                                               | Queen of the Damned soundtrack                                           |
| 2002      | Cyclefly                                                  | «Karma Killer»                                         | Crave(Альбом)                                                            |
| 2002      | DJ Lethal                                                 | «State of the Art»                                     |                                                                          |
| 2004      | Handsome Boy Modeling School (совместно с Майком Шинодой) | «Rock 'N' Roll (Could Never Hip-Hop Like This) Part 2» | White People(Альбом)                                                     |
| 2005      | Z-Trip                                                    | «Walking Dead»                                         | Shifting Gears                                                           |
| 2005      | Mötley Crüe                                               | «Home Sweet Home»                                      |                                                                          |
| 2005      | Fort Minor, Jay-Z                                         | «Nobody’s Listening [Green Lantern Remix]»             | Fort Minor: We Major                                                     |
| 2007      | Young Buck                                                | «Slow Ya Roll»                                         | Buck the World                                                           |
| 2008 2010 | Крис Корнелл                                              | «Hunger Strike»                                        | Songs from the Underground A Decade Underground                          |
| 2010      | Santana, Рэй Манзарек                                     | «Riders on the Storm»                                  | Guitar Heaven: Santana Performs the Greatest Guitar Classics of All Time |
| 2016      | The Lonely Island                                         | «Things In My Jeep»                                    | Popstar: Never Stop Never Stopping                                       |
| 2019      | Мортон, Марк                                              | «Cross Off»                                            | Anesthetic                                                               |

## Фильмография
| Год  |   | Русское название                | Оригинальное название | Роль                        |
| ---- | - | ------------------------------- | --------------------- | --------------------------- |
| 2006 | ф | Адреналин                       | Crank                 | Покупатель в аптеке         |
| 2009 | ф | Адреналин 2: Высокое напряжение | Crank: High Voltage   | Парень в голливудском парке |
| 2010 | ф | Пила 3D                         | Saw 3D                | Эван                        |